# Бакатьев, Андрей Федорович
Андрей Федорович Бакатьев (1892 год, Кизлярский отдел, Терская область, Российская империя — ?) — советский виноградарь, Герой Социалистического Труда.

## Биография
Жил в селе Кардоновка. После окончания начальной школы работал в личном хозяйстве. В 1937 году стал звеньевым в местном виноградарском колхозе «Вперёд». В 1948 году с 4 гектаров поливных виноградников его звено получило урожай 166,6 центнера с гектара. 17 сентября 1949 года за этот успех ему было  присвоено звание Героя Социалистического Труда с вручением ордена Ленина и золотой медали «Серп и Молот». Дальнейшая судьба неизвестна.